# 中央藝文公園
中央藝文公園，又名中央公園、華山公園、華山大草原，是一座位於台灣台北市中正區的大型公園，原址為台灣鐵路管理局華山車站。

## 周邊

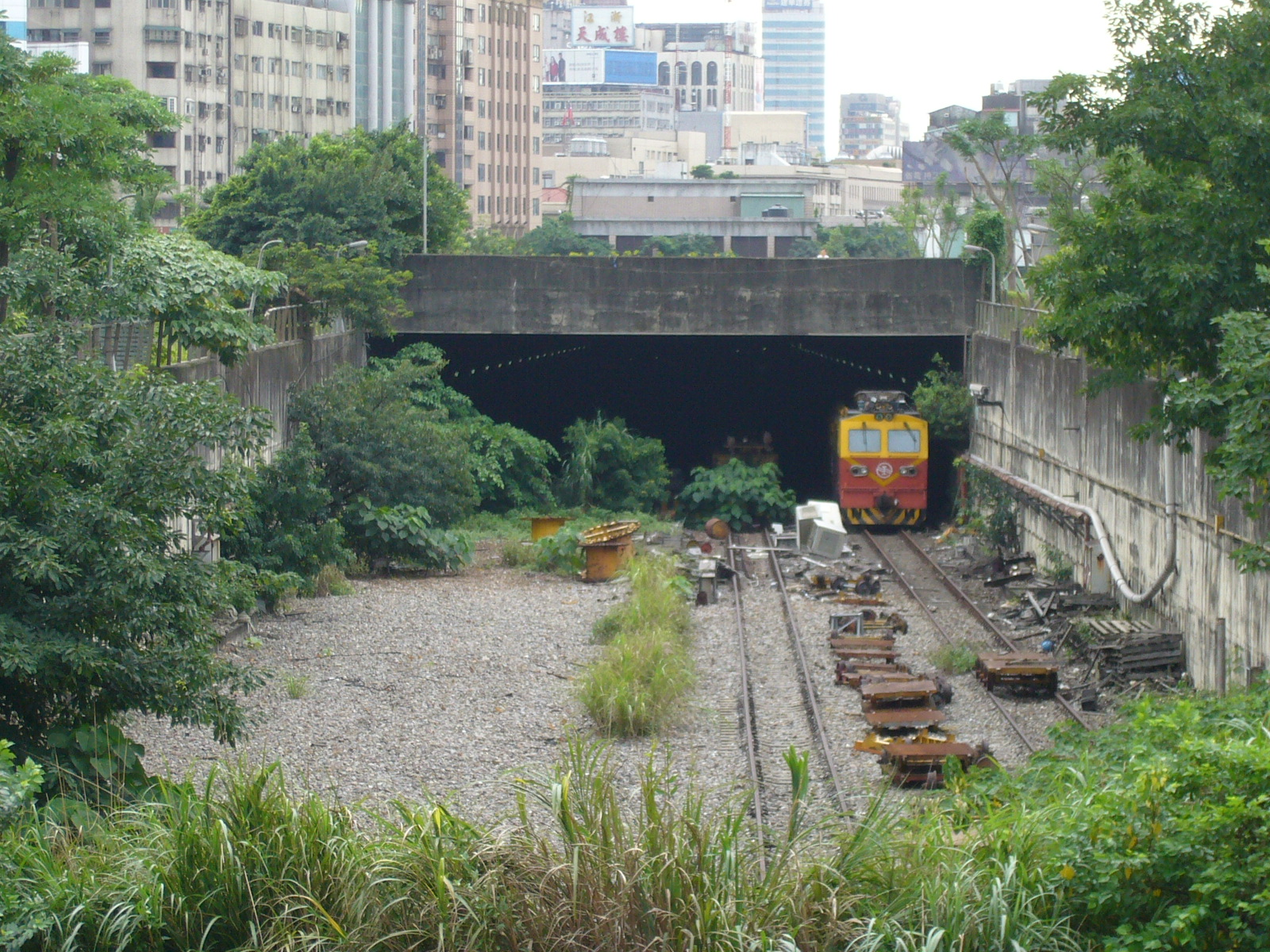
台鐵台北專案東隧道口

中央藝文公園，西起林森北路，與台北車站遙望；東至金山北路，對面即光華商場；北邊鄰市民大道，與華山公園分列馬路兩旁；南面西半為北平東路，東半與華山創意文化園區相銜接。地下為台灣鐵路管理局西部幹線及台灣高速鐵路北端調頭軌（主線會經過此處延伸到南港車站），園內有許多台鐵的通風口。

## 沿革

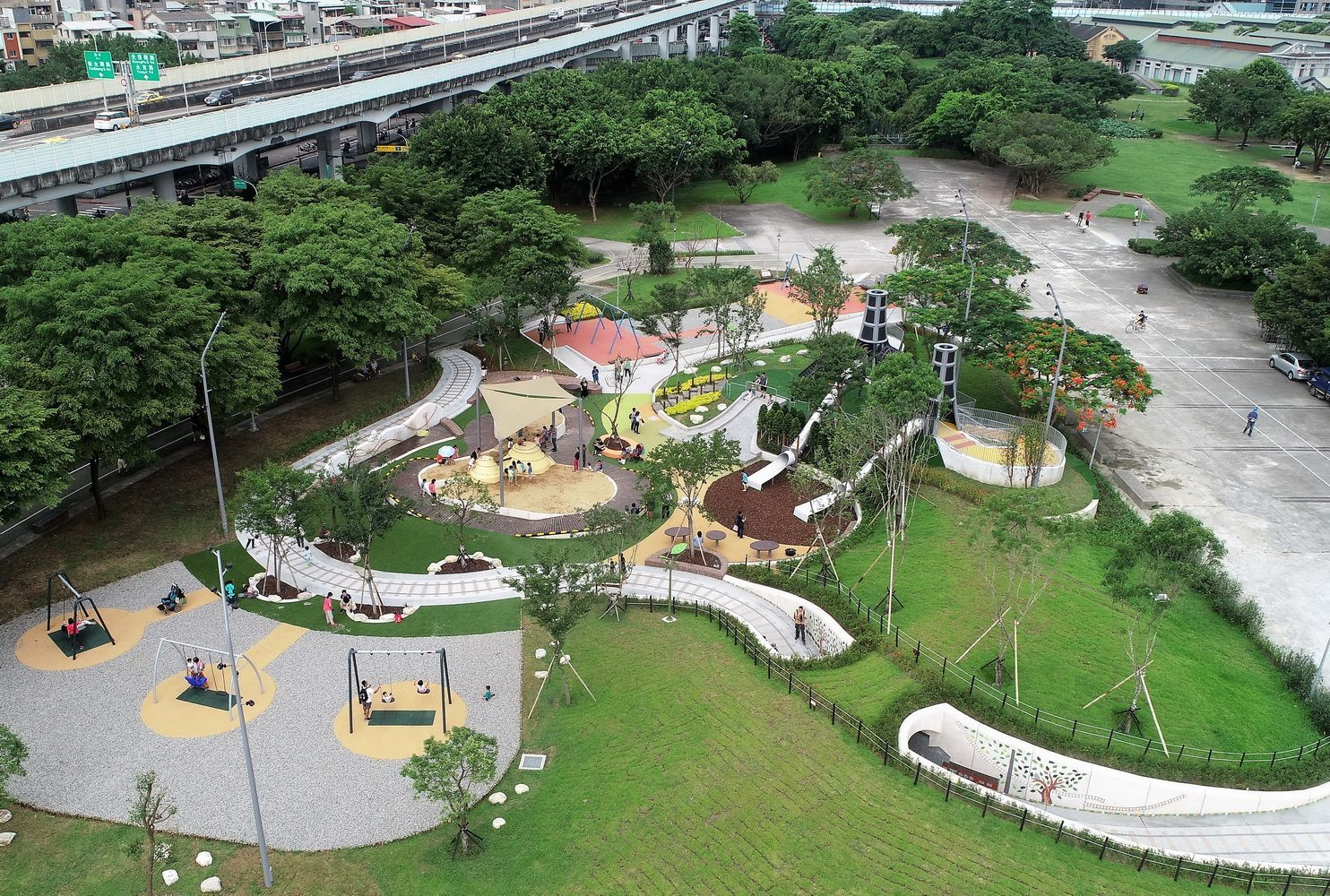
中央藝文公園華山大草原遊戲場

中央藝文公園最初係行政院文化建設委員會（今中華民國文化部）為與華山創意文化園區整體景觀考量而規劃設計，達到串連臺北車站至公園間綠帶整體一致景觀。2001年由臺北市政府都市發展局代辦簡易綠美化工程，2006年開闢完成，公園用地範圍土地所有權分屬行政院文化建設委員會與臺灣鐵路管理局。
中央藝文公園屬於「中央車站與中央公園整體規劃設計案（西區門戶計畫）」，該案計畫範圍為西寧北路以東、新生高架橋以西、忠孝東西路以北、市民大道以南涵蓋之地區，包括台鐵局本部舊址（即台灣總督府鐵道部舊舍）、台北車站周邊、中央藝文公園及華山創意文化園區，由台北市政府都市發展局主導整體規畫。
2014年7月，臺北市政府與蒲添生雕塑紀念館合作，於中央藝文公園設置蒲添生青銅雕塑作品〈三美神〉。
2019年6月26日，華山遊戲場完工試營運，該遊戲場的設計是向全國小小設計師徵件，並與還我特色公園行動聯盟、台灣身心障礙兒童權利促進會、罕見疾病基金會等民間團體合作，以華山車站、華山酒廠為主題完成設計。

## 外部連結
- 中央藝文公園 - 公園走透透 （页面存档备份，存于）